# Toimi Kankaanniemi
Pour les articles homonymes, voir Toimi et Kankaanniemi.
Toimi Olavi Kankaanniemi  (né le 26 février 1950 à Tyrvää) est un homme politique finlandais,.

## Biographie
Toimi Kankaanniemi obtient son diplôme de fin d'études secondaires au Lycée mixte de Vammala  en 1971.
Il obtient un diplôme en sociologie de l'Université de Tampere en 1975. 
Il travaillé dans les municipalités de Kaarina et Keikyä. 
Il assume les fonctions de maire d'Uurainen de 1978 à 1979. 
Toimi  Kankaanniemi est président des démocrates-chrétiens finlandais de 1989 à 1995. 
En 1994, il est candidat à la présidence de la Finlande, terminant neuvième sur onze candidats.
Toimi Kankaanniemi est vice-ministre des Affaires étrangères du gouvernement Aho (26.04.1991–28.06.1994) et vice-ministre des Affaires sociales du gouvernement Aho (26.04.1991–28.06.1994).
Il démissionne de son poste de ministre en 1994, évoquant son opposition à l'Union européenne, à laquelle la Finlande était sur le point d'adhérer.
Il est candidat aux élections européennes de 2014 en Finlande mais ne sera pas élu.
Toimi Kankaanniemi est député KD du 21 mars 1987 au 19 avril 2011.
Il démissionné des démocrates-chrétiens et, en 2012, rejoint le Parti des Finlandais en tant que candidat aux Élections municipales de 2012. 
Il adhère au Parti des Finlandais en 2013, puis est élu député PS du 22 avril 2015 au 16 avril 2019 pour la circonscription de Finlande centrale.

### Vie personnelle
Toimi Kankaanniemi est marié, a deux fils, une fille et quatre petits-enfants. 
Il est pentecôtiste.